# Internado Sección A
El Internado Sección A, Dr. Jorge Jiménez Cantú del Pentathlón Deportivo Militarizado Universitario, es una institución cuyo principal objetivo es brindar alojamiento a los estudiantes del interior de la República Mexicana, que vienen a realizar sus estudios a la Ciudad de México, tiene una estructura y disciplina militarizada, nació en agosto de 1941.
Su fundación se debió a causa de una crisis en la Universidad Nicolaíta de Morelia, que propició la salida de decenas de estudiantes hacia varias partes del país. Con un grupo de más de 20 estudiantes nicolaítas y con el apoyo del Dr. Gustavo Baz Prada, entonces Secretario de Asistencia se protegió a estos estudiantes, y en una parte de las instalaciones del mismo Asilo "Díaz de León", donde estaban las oficinas del Pentathlón Deportivo Militar Universitario, nació en agosto de 1941 el Internado Sección "A" del mismo, que poco a poco se fue incrementando con estudiantes necesitados de apoyo económico, provenientes de todas partes del país, de todas las Instituciones de Cultura y dos años después, contaba con 250 internos.